# Michaël Ciani
Michaël Ciani (n. 6 aprilie 1984, Paris, Franța) este un jucător francez de fotbal (fundaș) legitimat la clubul Lorient din Ligue 1.

## Cariera în fotbal
| Club         | Sezon   | Meciuri jucate | Goluri marcate |
| ------------ | ------- | -------------- | -------------- |
| Racing Paris | 2001-02 | 1              | 0              |
| Racing Paris | 2002-03 | 0              | 0              |
| Charleroi    | 2003-04 | 18             | 1              |
| Auxerre      | 2004-05 | 0              | 0              |
| Sedan        | 2005-06 | 39             | 3              |
| Lorient      | 2006-07 | 34             | 1              |
| Lorient      | 2007-08 | 40             | 0              |
| Lorient      | 2008-09 | 31             | 4              |
| Bordeaux     | 2009-10 | 44             | 5              |
| Bordeaux     | 2010-11 | 33             | 3              |
| Bordeaux     | 2011-12 | 35             | 2              |
| Bordeaux     | 2012-13 | 3              | 0              |
| Lazio        | 2012-13 | ?              | ?              |